# 員弁川

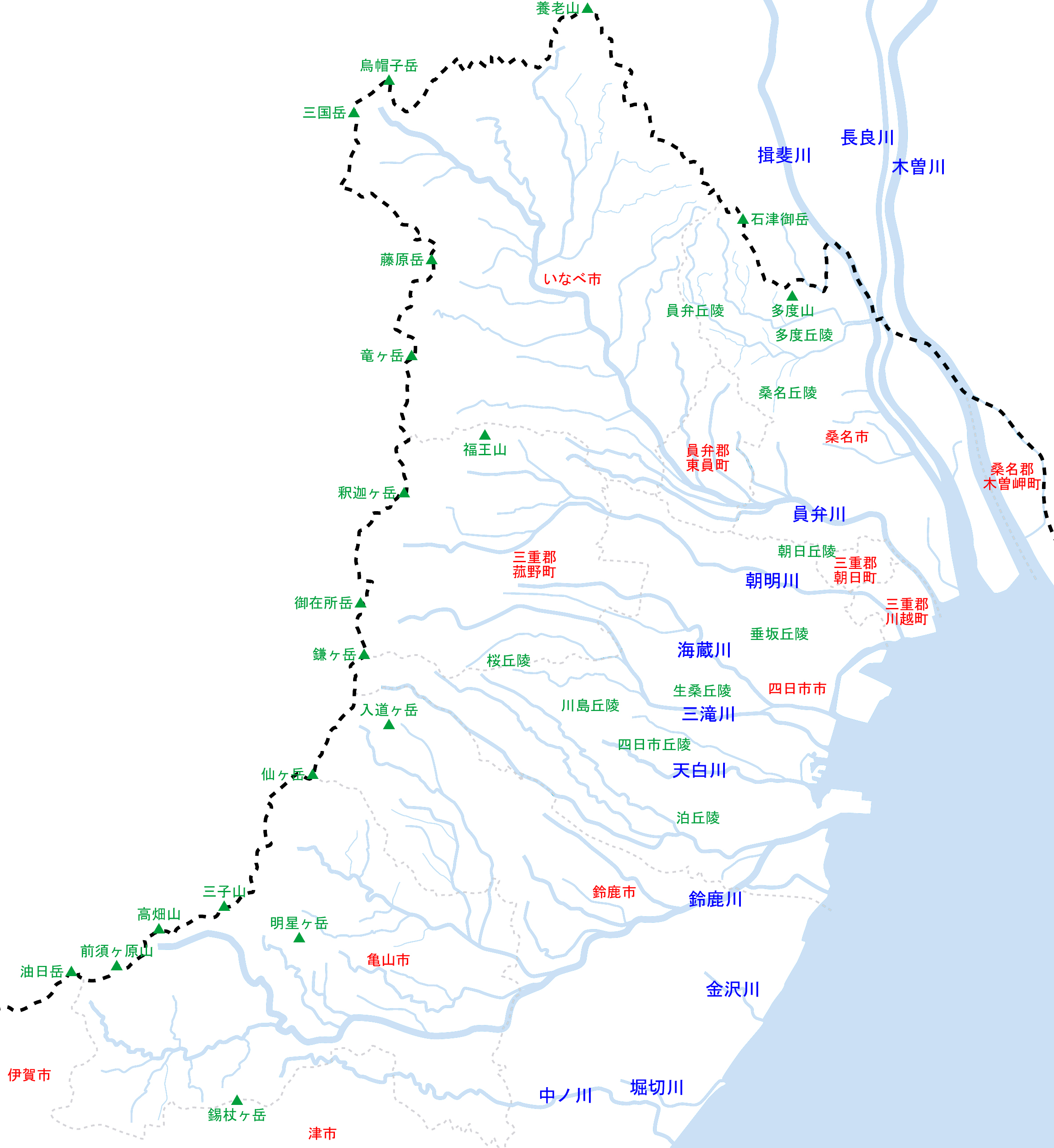
三重県北部を流れる河川の位置関係。濃い破線は県境、薄い破線は市町村境。河川名は木曽川水系以外は水系本川のみ記載。

員弁川（いなべがわ）は、三重県の北東部を流れる河川で、二級水系の本流である。

## 地理
鈴鹿山脈の御池岳に発し、山間部を南東に流れて台地を樹枝状に開析し、木曽三川と平行して流下し伊勢湾に注いでいる。
支流の相場川には灌漑目的のダムがある。本流の員弁川取水工より年平均190万m3が相場川の中里ダムを経由し三重用水へ流れている。
なお、河口付近の三重県桑名市在良付近より下流部は「町屋川」と俗称される。これは、かつては現在の近鉄名古屋線 益生駅周辺の町中を流れていた名残（旧東海道が直角に曲がる角があり、ここで曲がるのは町屋川の河川敷だからとの記載が見られる）だと言われている。
大正時代には北勢鉄道（現三岐鉄道北勢線）が開通したが、その目的の一つに員弁川で採取した砂利の運搬があった。
川にはネコギギなどが確認されている。また、鮎・アマゴなどが放流されている。川釣りが盛んで、桑員河川漁業協同組合で遊漁証が発行されている。
朝日町ではこの川から採れるボラをご飯と炊いたボラ飯が名物となっている。
東員町北大社-南大社間にかかる大社橋の真下付近で猪名部神社にて春に催される大社祭の乗り子（騎手）と各地区の青年団が祭典1週間前より朝夕に川で身を清める。

## 流域の自治体
三重県
いなべ市、員弁郡東員町、桑名市、三重郡朝日町、川越町

## 主な支流
二級河川のみを下流側から順に記載する。なお、「河川延長」は三重県が管理する二級河川区間の延長であり、市町村管理の準用河川区間は含まない。
| 河川              | よみ                    | 次数    | 管理者          | 主な経過地                               | 河川延長 （km） | 備考 |
| ----------------- | ----------------------- | ------- | --------------- | ---------------------------------------- | --------------- | ---- |
| 員弁川            | いなべがわ              | 本川    | 三重県          | 桑名市、川越町、朝日町、東員町、いなべ市 | 35.862          |      |
| 嘉例川            | かれがわ                | 1次支川 | 三重県          | 桑名市、東員町                           | 3.535           |      |
| 弁天川            | べんてんがわ            | 1次支川 | 三重県          | 桑名市、東員町                           | 3.41            |      |
| 三孤子川          | さごじがわ              | 1次支川 | 三重県 いなべ市 | 桑名市、東員町、四日市市、いなべ市       | 7.539           |      |
| 藤川              | ふじがわ                | 1次支川 | 三重県          | 桑名市、東員町                           | 5.48            |      |
| 養父川            | やぶがわ                | 1次支川 | 三重県          | 東員町、いなべ市                         | 7.1             |      |
| 午ヶ谷川          | うまがたにがわ          | 2次支川 | 三重県 いなべ市 | いなべ市                                 | 1               |      |
| 戸上川            | とがみがわ              | 1次支川 | 三重県          | 東員町、いなべ市                         | 7.09            |      |
| 東谷川            | ひがしたにがわ          | 2次支川 | 三重県          | いなべ市、東員町                         | 1.4             |      |
| 山神川            | やまがみがわ            | 1次支川 | 三重県 いなべ市 | 東員町、いなべ市                         | 2.67            |      |
| 宇賀川            | うががわ                | 1次支川 | 三重県          | いなべ市                                 | 9.145           |      |
| 明智川            | あけちがわ              | 1次支川 | 三重県          | いなべ市                                 | 6.1             |      |
| 源太川            | げんたがわ              | 1次支川 | 三重県 いなべ市 | いなべ市                                 | 3.735           |      |
| 空川              | そらがわ                | 2次支川 | 三重県          | いなべ市                                 | 1.3             |      |
| 山田川            | やまだがわ              | 1次支川 | 三重県          | いなべ市                                 | 6.326           |      |
| 小穴谷川          | こあなたにがわ          | 2次支川 | 三重県 いなべ市 | いなべ市                                 | 1.16            |      |
| 青川              | あおがわ                | 1次支川 | 三重県          | いなべ市                                 | 5.538           |      |
| 多志田川          | たしだがわ              | 1次支川 | 三重県          | いなべ市                                 | 2.07            |      |
| 田切川 鎌田川     | たぎりがわ かまたがわ   | 1次支川 | 三重県          | いなべ市                                 | 9.639           |      |
| 貝野川            | かいのがわ              | 2次支川 | 三重県          | いなべ市                                 | 5.9             |      |
| 二之瀬川          | にのせがわ              | 2次支川 | 三重県          | いなべ市                                 | 3.273           |      |
| 荒田川            | あらたがわ              | 3次支川 | 三重県          | いなべ市                                 | 2.14            |      |
| 御弁当谷川        | おべんとうだにがわ      | 3次支川 | 三重県          | いなべ市                                 | 1.01            |      |
| 砂川              | すながわ                | 1次支川 | 三重県 いなべ市 | いなべ市                                 | 0.49            |      |
| 真名川            | まながわ                | 1次支川 | 三重県          | いなべ市                                 | 5.574           |      |
| 相場川            | あいばがわ              | 1次支川 | 三重県          | いなべ市                                 | 11.255          |      |
| 小解田川 戸之谷川 | こげたがわ とのたにがわ | 2次支川 | 三重県 いなべ市 | いなべ市                                 | 1.4             |      |
| 舞谷川            | まいたにがわ            | 2次支川 | 三重県 いなべ市 | いなべ市                                 | 0.65            |      |
| 大平川            | おおひらがわ            | 2次支川 | 三重県          | いなべ市                                 | 4.4             |      |
| 狸谷川            | たにきだにがわ          | 3次支川 | 三重県 いなべ市 | いなべ市                                 | 0.39            |      |
| 砂子谷川          | すなこだにがわ          | 2次支川 | 三重県          | いなべ市                                 | 2.85            |      |
| 冷川              | ひえがわ                | 1次支川 | 三重県          | いなべ市                                 | 2.004           |      |
| 河内谷川          | こうちだにがわ          | 1次支川 | 三重県          | いなべ市                                 | 2.417           |      |

## 並行する交通

### 鉄道
- 三岐鉄道三岐線
- 三岐鉄道北勢線

### 道路
- 国道306号
- 国道365号
- 国道421号
- 三重県道3号桑名大安線
- 三重県道5号北勢多度線